# Cyperus bowmanii
Cyperus bowmanii är en halvgräsart som beskrevs av Ferdinand von Mueller och George Bentham. Cyperus bowmanii ingår i släktet papyrusar, och familjen halvgräs. Inga underarter finns listade i Catalogue of Life.